# Carles Torras i Pérez
Carles Torras i Pérez (Barcelona, 1978) és un director de cinema, guionista i productor català.

## Filmografia

### Com a director i guionista
- Joves (2004; amb Ramon Térmens)[1]
- Trash (2009)[2]
- Open 24h (2011)[2]
- Callback (2016)[3]

### Com a productor
- El retorn: la vida després de l'ISIS (2021; amb Alba Sotorra i Vesna Cudic)[4]

## Premis i nominacions
| Any  | Premi              | Categoria                                | Nominació                                                             | Resultat   | Ref.         |
| ---- | ------------------ | ---------------------------------------- | --------------------------------------------------------------------- | ---------- | ------------ |
| 2009 | Premis Gaudí       | Millor pel·lícula en llengua catalana    | Trash                                                                 | Nominat    | [ 5 ]        |
| 2009 | Premis Gaudí       | Millor direcció                          | Trash                                                                 | Nominat    | [ 5 ]        |
| 2011 | Premis Gaudí       | Millor pel·lícula en llengua catalana    | Open 24h                                                              | Nominat    | [ 6 ]        |
| 2011 | Premis Gaudí       | Millor direcció                          | Open 24h                                                              | Nominat    | [ 6 ]        |
| 2016 | Festival de Màlaga | Bisnaga d'Or a la millor pel·lícula      | Callback                                                              | Guanyador  | [ 3 ]        |
| 2016 | Festival de Màlaga | Bisnaga de Plata al millor guió          | Callback                                                              | Guanyador  | [ 3 ]        |
| 2016 | Premis Gaudí       | Millor pel·lícula en llengua no catalana | Callback                                                              | Nominat    | [ 7 ]        |
| 2022 | Premis Goya        | Millor pel·lícula documental             | El retorn: la vida després de l'ISIS (amb Alba Sotorra i Vesna Cudic) | Nominats   | [ 4 ] [ 8 ]  |
| 2022 | Premis Goya        | Millor pel·lícula                        | El retorn: la vida després de l'ISIS (amb Alba Sotorra i Vesna Cudic) | Candidats  | [ 4 ] [ 8 ]  |
| 2022 | Premis Gaudí       | Millor pel·lícula documental             | El retorn: la vida després de l'ISIS (amb Alba Sotorra i Vesna Cudic) | Guanyadors | [ 9 ] [ 10 ] |